# デルピエロ (お笑いコンビ)
デルピエロは、日本のお笑いコンビ。所属はワタナベエンターテインメント。

## 略歴・概説
ワタナベコメディスクールに11期生として在籍（2009年10月入学、2010年9月卒業）し、コンビを結成。卒業後、ワタナベエンターテインメント所属となる。
ネタは、コント、ショートコントなど。その中には、石田の得意とする、ブレイクダンスなどのダンスを生かしたものなどがある。ブリッジとして、M.C.ハマーの曲『U Can't Touch This』に乗せて踊ったりポーズをした後に「Can't Touch This」の所で「デルピエロ!」と言っている。
その後山口が「デルピエロ山口」として、顔と体型の似たアンガールズ・田中卓志の物真似ネタでピン出演することも多くなっている。同じ事務所の先輩ということもあり物真似は田中本人から公認されており、共演を果たしたり、田中の代役として山根良顕とロケに行かされたりといった経験をしている。山口のネタには、他に阿部寛の物真似などがある。

## メンバー
- 石田 創（いしだ そう、1978年3月1日 - ）
東京都出身。 身長169cm。
趣味はNBA観戦（特にケビン・ジョンソンのファン[1] ）、フィギュア収集[2]、スニーカー収集（特にエア・ジョーダン[1]）
特技はブレイクダンス、英語、バスケットボール[2]。ブレイクダンスで日本代表として大会に出場し、韓国と対戦したことがある[3]。w-inds.のバックダンサーも務めていたことがある[4]。

- 山口 治樹（やまぐち はるき、1980年5月11日 - ）
東京都出身。 身長187cm。
趣味は、コンビ名の由来ともなったアレッサンドロ・デル・ピエロのフィギュア収集、シルク・ドゥ・ソレイユ鑑賞[2]。
特技はジャグリング、ギター演奏、着物販売[2]。

## 出演

### テレビ
- イツザイ（テレビ東京）- 2009年6月13日
- ハッピーMusic（日本テレビ）- 2011年8月19日
- スパモク!!『今!この芸人が面白い 爆問パワフルフェイス! 見逃し厳禁ネタ30連発』（TBSテレビ）- 2011年11月24日
- 踊RI場（テレビ東京）- 石田のみレギュラー
- ガリガリくりぃむ（テレビ朝日）- 2013年1月9日、石田のみ『ちょうどいい特技大賞』の企画に出演
- 今、この顔がスゴい!（TBSテレビ）- 2014年1月16日、石田のみ
- うつけもん（フジテレビ）- 2014年5月14日
- 『ぷっ』すま（テレビ朝日）- 2015年2月20日深夜
- スポさま（BSテレビ東京）- 2019年10月20日・27日・11月3日・2020年1月5日・12日・19日、準レギュラー

以下は山口のみ「デルピエロ山口」として出演
- ものまねグランプリ（日本テレビ）
- 芸人報道（日本テレビ）
- 水トク!『タカトシの時間ですよ! スペシャル』（TBSテレビ）- 2012年10月17日
- とんねるずのみなさんのおかげでした『博士と助手〜細かすぎて伝わらないモノマネ選手権〜』（フジテレビ）- 第18回（2012年12月27日）初出場
- マバタキー（フジテレビ）- 2012年12月31日
- ダウンタウンのガキの使いやあらへんで!! （日本テレビ）- 2013年2月3日 「山-1グランプリ」
- 森田一義アワー 笑っていいとも!（フジテレビ）- 2013年3月1日「知ってるだけで楽しい人生!コレ知ってる!?プレゼンター」コーナー、アンガールズとも共演
- 日10☆演芸パレード（毎日放送・TBS系）- 2013年3月3日
- お説教アイドル 叱るGENJI（朝日放送）- 2013年5月10日
- メレンゲの気持ち（日本テレビ）- 2013年9月14日
- スッキリ!!（日本テレビ）- 2013年9月23日
- ライオンのごきげんよう（フジテレビ）- 月曜日『ごきげん有名人?生ビデオレター』コーナー
- ひろいきの（フジテレビ）- 2013年12月10日

### 舞台
- ジャムカンレボリューションNo.2『タイムリミット（仮）』〜Une Temps limite〜（東京・表参道GROUND）- 2011年10月30日・10月31日、山口のみ
- TAKA-BAN produce.『〜if〜　ある不思議な運命の物語』（東京・学芸大学・千本桜ホール）- 2011年11月2日〜11月6日、石田のみ